# Davide VI di Georgia

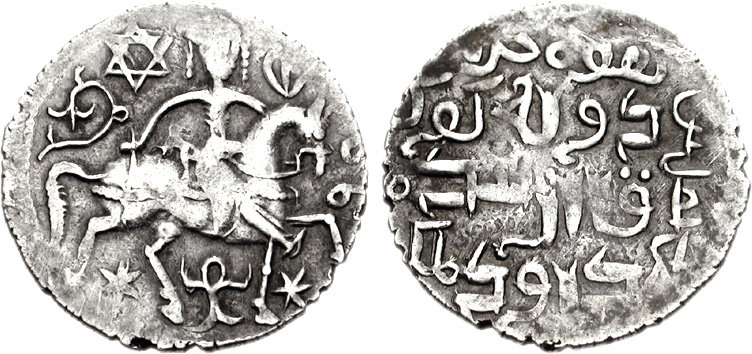
Moneta coniata attorno al 1247

Davide VI Bagration (in georgiano დავით VI?, Davit VI; 1225 – Kutaisi, 1293), anche detto Davide il Giovane (in georgiano დავით ნარინი?, Davit Narin) e Davide l'Intelligente, fu re della Georgia dal 1245 al 1259 e primo re dell'Imerezia, con il nome di Davide I, dal 1259 al 1293.

## Biografia
Davide VI nacque nel 1225 dall'unione tra la regina regnante Rusudan di Georgia ed il principe selgiuchide Ghias ad-din. Già nel 1230 sua madre lo incoronò a Kutaisi come co-regnante. Rusudan temeva che il proprio nipote Davide VII (figlio illegittimo di Giorgio IV) aspirasse a succedergli. Per evitare tale evenienza la sovrana fece tenere il nipote prigioniero presso la corte del genero, il sultano di Rum Kaykhusraw II. Contemporaneamente, Rusudan mandò il figlio Davide VI alla corte mongola con l'obiettivo di garantirgli il riconoscimento ufficiale come erede legittimo. La regina morì nel 1245, ancora in attesa del ritorno del figlio.
Siccome Davide VI fu erroneamente ritenuto scomparso dai nobili georgiani, due anni dopo la morte di Rusudan, essi proclamarono il cugino Davide VII, che era stato liberato alla morte di Kaykhusraw II, come re di Georgia. Nel 1248 Davide VI fu riconosciuto dal gran khan Güyük come co-regnante della Georgia congiuntamente a Davide VII. Successivamente conosciuti come Davit Narin (Davide il Giovane) e Davit Ulu (Davide l'Anziano), i due cugini regnarono insieme fino al 1259, quando il primo si levò, senza successo, contro il giogo mongolo e poi fuggì a Kutaisi, da dove governò sulla sola Georgia occidentale (Imerezia).
Nel 1261 Davide Narin diede rifugio a Davide Ulu, il quale aveva nel frattempo tentato di porre fine al dominio mongolo. Nel 1262 Davide Ulu concluse la pace con i mongoli e poté tornare a Tbilisi, la capitale situata nella Georgia orientale. Quindi, la Georgia venne divisa in due parti, mentre entrambi i sovrani continuarono ad essere chiamati "re di Georgia". Tuttavia, nello stesso 1262, Davide Narin fu costretto ad arrendersi a Hulagu Khan, divenendo vassallo dell'Ilkhanato.
In seguito, sviluppando relazioni amichevoli con l'Orda d'Oro e l'Egitto mamelucco, Davide VI riuscì a respingere gli attacchi dell'Ilkhanato. Nel 1269 diede rifugio a Teguder, fratello di Barak Khan del Khanato Chagatai, che si era ribellato contro l'ilkhan Abaqa. Tuttavia, quando le forze comandate da Teguder iniziarono a terrorizzare la popolazione georgiana, Davide VI si schierò dalla parte del generale dell'Ilkhanato, Sirmon. A dispetto di ciò, Abaqa tentò di detronizzare il re georgiano con l'aiuto del traditore Kakhaber Kakhaberidze, duca di Rach'a, ed a tale scopo ordinò due spedizioni contro l'Imerezia negli anni settanta.
Davide VI riuscì comunque a conservare la sua indipendenza e tentò di ripristinare l'influenza georgiana presso l'Impero di Trebisonda. A questo scopo, nell'aprile 1282, egli marciò su Trebisonda, durante l'assenza dell'imperatore Giovanni II impegnato a Costantinopoli. Anche se fallirono nel conquistare la città, i georgiani occuparono diverse province ed aiutarono la sorellastra di Giovanni II, Teodora di Trebisonda, figlia di Manuele I e della sua moglie georgiana Rusudan, a salire al trono nel 1285, seppur solo temporaneamente.
Davide VI morì a Kutaisi nel 1293. Gli succedette il figlio maggiore, Costantino I.

## Famiglia
Davide VI ebbe due mogli. La prima fu la nobile georgiana Tamara Amanelisdze, da cui nacquero i futuri re d'Imerezia Costantino I e Michele, nonché il futuro re di Georgia Vakhtang II. La seconda fu Teodora Paleologa, figlia dell'imperatore bizantino Michele VIII. Sposata nel 1254, Teodora diede alla luce Alessandro.